# Thổ (Ngũ hành)
Thổ (土) là yếu tố thứ ba trong Ngũ hành.

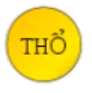
Thổ

## Đặc điểm
Hành Thổ chỉ về môi trường ươm trồng, nuôi dưỡng và phát triển, nơi sinh ký tử quy của mọi sinh vật. Thổ nuôi dưỡng, hỗ trợ và tương tác với từng Hành khác. Khi tích cực, Thổ biểu thị lòng công bằng, trí khôn ngoan và bản năng; Khi tiêu cực, Thổ tạo ra sự ngột ngạt hoặc biểu thị tính hay lo về những khó khăn không tồn tại.

## Tính cách người thuộc hành này
Người mạng Thổ có tính tương trợ và trung thành. Vì thực tế và kiên trì, họ là chỗ dựa vững chắc trong cơn khủng hoảng. Không những không bị thúc ép bất cứ điều gì nhưng họ lại rất bền bỉ khi giúp đỡ người khác. Do kiên nhẫn và vững vàng, họ có một sức mạnh nội tâm.
- Tích cực: Trung thành, nhẫn nại và có thể tin cậy.
- Tiêu cực: Có khuynh hướng thành kiến.

## Vạn vật thuộc hành này
- Đất sét, gạch, sành sứ
- Bê tông, đá
- Hình vuông
- Màu vàng, cam, nâu.